# Rudolf Kreitlein
Rudolf Kreitlein (Fürth, 14 novembre 1919 – Stoccarda, 31 luglio 2012) è stato un arbitro di calcio tedesco attivo tra gli anni cinquanta e sessanta del XX secolo.

## Carriera
Sarto di professione, Kreitlein venne alla ribalta nel calcio europeo già prima del Campionato mondiale di calcio 1966. Nominato come uno dei rappresentanti tedeschi per il 1963 UEFA Under in Inghilterra, arbitrò la finale tra Inghilterra e Irlanda del Nord a Wembley (i suoi assistenti furono il direttore d'orchestra e arbitro ungherese Istvan Zsolt e il belga Mark Raemaekers). Kreitlein era stato un arbitro della Bundesliga dal 1963, ma aveva arbitrato solo 36 partite a livello nazionale prima di essere incaricato di dirigere la finale di Coppa dei Campioni 1965-1966 tra Real Madrid e Partizan Belgrado. Vanta anche la direzione della finale di andata della Coppa Intercontinentale del 1965 tra Inter e Independiente.

### Inghilterra-Argentina 1966
Kreitlein è maggiormente conosciuto per il suo arbitraggio nella sfida tra Inghilterra e Argentina, valevole per i quarti di finale del Campionato mondiale di calcio 1966, in cui espulse dal campo Antonio Rattín dopo 35 minuti. Rattin inizialmente rifiutò di lasciare il campo, polemizzando furiosamente con Kreitlein (anche se il tedesco non capiva lo spagnolo) e il gioco rimase bloccato per alcuni minuti, fino a che Rattin decise di uscire anche se controvoglia. Durante la partita accadde inoltre che Jack Charlton venne ammonito, per scoprire il fatto soltanto il giorno dopo attraverso un giornale. Come risultato di questo incidente Ken Aston sviluppò l'idea di cartellini gialli e cartellini rossi per aiutare la comunicazione in un campo di calcio. Kreitlein, che non aveva mai visto la partita in televisione e che venne escluso dalla competizione dopo la partita, ha chiesto una copia del filmato alla Football Association nel 2006.